# Мандаринка (рыба)
Эта статья об аквариумной рыбке, также известной как бычковая мандаринка. О плотоядной соленоводной рыбе известной как китайский окунь см. Окунь китайский.
Мандаринка (лат. Synchiropus splendidus) — вид небольших ярко окрашенных рыб из семейства лировых (Callionymidae).

## Экология
Популярна в качестве аквариумной рыбки. Природная среда обитания мандаринки — в западной части Тихого океана на протяжённости примерно от островов Рюкю на юг к Австралии. Также эту рыбку из-за сходства в морфологии и поведении иногда путают с представителями семейства бычковых и называют бычковой мандаринкой. Другие её торговые названия «зелёная мандаринка», «полосатая мандаринка» или «психоделическая рыбка». Название психоделической мандаринки также используется для обозначения близкородственных видов, ярких представителей лировых Synchiropus picturatus.
Мандаринки являются обитателями рифов, предпочитая защищённые лагуны и прибрежные рифы. Несмотря на то, что они плавают медленно и довольно распространены в своём ареале, их нелегко наблюдать из-за придонного образа питания и малых размеров (около 6 см). Питаются они в основном ракообразными и другими беспозвоночными. Название мандаринка дано им из-за необычайно яркой раскраски, напоминающей мантию императорского китайского мандарина.

## Аквариумное содержание
Несмотря на свою популярность в качестве аквариумной рыбки, считается, что мандаринок трудно содержать, так как их привычки в питании весьма специфичны. Некоторые рыбы никогда не приспосабливаются к аквариумной жизни, отказываясь что-либо есть кроме живых сеноедов и бокоплавов (как в естественных условиях), хотя отдельные особи привыкают к аквариумному питанию и отличаются большой выносливостью и высокой устойчивостью к таким болезням, как ихтиофтириоз. Они не могут заболеть ихтиофтириозом, потому что не имеют того типа кожи, который затрагивает это распространённое аквариумное заболевание.
Аналогичное мандаринке название имеет другая рыба, правильно называемая как китайский окунь, являющаяся дальним родственником мандаринки.

#### Параметры воды
Температура воды — 24 градуса
pH — 8.1-8.4